# السا مرلینی
اِلسا مرلینی (ایتالیایی: Elsa Merlini؛ ‏ ۲۶ ژوئیهٔ ۱۹۰۳ – ۲۲ فوریهٔ ۱۹۸۳) بازیگر اهل ایتالیا بود.
از فیلم‌هایی که وی در آن‌ها نقش داشته‌است، می‌توان به آخرین رقص، پاهای طلایی، شبی با تو و شهبانوی ناوارا اشاره نمود.